# Matylda Normandská
Matylda Normandská (fr. Mathilde de Normandie, † 1006) byla francouzská hraběnka.
Narodila se jako třetí dcera normandského vévody Richarda I. a jeho ženy Gunnory a byla provdána za hraběte Odona z Blois. Zemřela krátce po sňatku, aniž by hraběti dala dědice. Po její smrti začal mezi Odonem a jejím bratrem, normandským vévodou Richardem II. spor o věnné statky. Jednalo se o polovinu hradu Dreux. Arbitrem celého sporu se stal francouzský král Robert II., bývalý manžel Odonovy matky, který rozhodl ve prospěch svého nevlastního syna.